# Chrigu
Chrigu ist ein schweizerisch-deutscher Dokumentarfilm der Regisseure Jan Gassmann und Christian Ziörjen aus dem Jahr 2007.

## Handlung
Der Film Chrigu erzählt die Geschichte von Christian Ziörjen (1982–2005), bei dem im Alter von 21 Jahren im Nacken ein Tumor im fortgeschrittenen Stadium entdeckt wird, ein Ewing-Sarkom. Seither kämpfte „Chrigu“ um sein Leben. Zusammen mit Jan Gassmann entschloss er sich, einen Film zu drehen. Die 90-minütige Dokumentation porträtiert ihn mit seinen engsten Freunden und Familie. Der Umgang mit der tödlichen Krankheit wird mit harten Schnitten dargestellt, aufgelockert durch Zwischenschnitte aus glücklichen Tagen, Partys und Konzerten. Untermalt wird der Film mit Musik der Hip-Hop-Band Mundartisten, Chrigus Freunde. Im Angesicht des Todes betonen der Film und seine Protagonisten den Wert des Lebens umso intensiver.
Dank Christian Ziörjen begann VideoGang Praktika anzubieten – er war der erste Praktikant. Danach leitete er noch bis zu seiner Erkrankung zusammen mit Angelo Lucci die Jugendsendung VideoGang. Ebenfalls führten sie zusammen verschiedene Workshops und Video-Kurse durch, wie z. B. am Zürcher und Berner Sport- und Ferienlager in Fiesch, am Gymnasium Rämibühl in Zürich und am Swiss All-Star Basketball Camp.

## Kritiken
Chrigu wurde von der Kritik einhellig begeistert aufgenommen. Die Berliner Morgenpost meint, Chrigu sei eine der Entdeckungen der 57. Berlinale. Der Bund bezeichnete Chrigu als den ergreifendsten Film der Berlinale. Das TV-Magazin Aspekte (ZDF) meinte, Chrigu sei „packend, kraftvoll und ohne falsche Sentimentalität“. Die Schweizer Presse bezeichnete Chrigu unisono als intelligenten und absolut sehenswerten Film.
Chrigu erschien in verschiedenen Besten-Listen des Kinojahres 2007.
Das Lexikon des Internationalen Films urteilt: „Ein stimmiges, kraftvolles Generationenporträt, das die Unausweichlichkeit des Todes akzeptiert und den Wert des Lebens betont.“ Bei cineman.ch wird der Film als „kraftvoll“ beschrieben.

## Auszeichnungen
- Preis der Ökumenischen Jury bei der 57. Berlinale 2007
- Berner Filmpreis 2007
- 1. Preis Nonfiktionale Bad Aibling 2007
- Zürcher Filmpreis 2007
- Prix Walo in der Kategorie Film 2007[6]
- Eurodok Oslo 2008: Lobende Erwähnung
- !F Istanbul: Special Prize
- Schweizer Kulturperle 2008[7]
- Reel Lives Film Festival: Grand Prize[8]